# عبد الله الأستاذ
عبد الله الأستاذ ، ممثل ومدبلج إماراتي .

## عن حياته
له العديد من الأعمال التلفزيونية في المسلسلات والإذاعة والمسرح ودوبلاج الرسوم المتحركة .

## أعماله

### المسلسلات
- نص درزن
- الجوهرة

### دوبلاج الرسوم المتحركة
- الحوت الأبيض
- جورجي
- لوسي
- ليدي أوسكار

## روابط خارجية
- عبد الله الأستاذ على موقع قاعدة بيانات الأفلام العربية